# Pterichis silvestris
Pterichis silvestris är en orkidéart som beskrevs av Rudolf Schlechter. Pterichis silvestris ingår i släktet Pterichis och familjen orkidéer. Inga underarter finns listade i Catalogue of Life.